# 伊瀬ネキセ
伊瀬 ネキセ（いせ ねきせ、1988年 -）は、日本のライトノベル作家。
東京都出身、宮城県育ち。

## 人物
『閉鎖型エデンのオト』で2015年第3回集英社ライトノベル新人賞優秀賞を受賞。
以来小説家になろうやカクヨムでも多くの作品を連載している。
また、『HELLO WORLD』や『BNA ビー・エヌ・エー』など、アニメーション作品の外伝ノベライズも手掛ける。

## 作品

### 単行本
- 『封印少女と復讐者の運命式』（2016年7月、ダッシュエックス文庫）イラスト:墨洲
- 『最強の魔狼は静かに暮らしたい 〜転生したらフェンリルだった件〜』（2017年7月、ダッシュエックス文庫）イラスト:kona
- 『HELLO WORLD if ー勘解由小路三鈴は世界で最初の失恋をするー』（2019年9月、ダッシュエックス文庫）原作:映画『HELLO WORLD』、イラスト:堀口悠紀子
- 『BNA ZERO まっさらになれない獣たち』（2020年4月、ダッシュエックス文庫）原作:アニメ『BNA ビー・エヌ・エー』、監修:中島かずき、デザイン監修・イラスト:TRIGGER

### アンソロジーなど
- 『メルヘン・メドヘン フェスト 〜魔法少女たちの前日譚〜』（2018年2月、ダッシュエックス文庫）原作:松智洋/StoryWorks、イラスト:カントク、口絵・挿絵：林けゐ
  - 「インド校『商人とお嬢様』」を執筆。斧名田マニマニ、慶野由志とともに参加。
- 『5分で読める驚愕のラストの物語』（2021年4月、JUMP j BOOKS）イラスト:藤本タツキ
  - 「悪い転校生」を収録